# 王貢
王 貢（おう こう、生没年不詳）は、西晋末期の軍人。出身は不明。反乱勢力の杜弢に寝返るが、最後は西晋の龍驤将軍陶侃に降伏した。

## 生涯
西晋に反乱を起こした杜弢に仕え、別将に任じられていた。
永嘉6年（312年）12月、沔陽を攻撃した。守っていた荊州刺史周顗は荊州に至ったばかりで狼狽、沔陽を失陥して、建康へ逃走した。征討都督王敦は、武昌郡太守陶侃・尋陽郡太守周訪・歴陽内史甘卓らを杜弢討伐に向かわせた。自身は豫章に屯し、諸軍の後続となった。
経緯は不明だが、西晋に仕え、龍驤将軍陶侃の参軍に任じられていた。
建興元年（313年）8月、陶侃は反乱を起こしていた杜弢に大勝した。陶侃は揚州刺史王敦に戦勝を報告する使者として王貢を派遣した。王貢から戦勝を報告された王敦は「陶侯でなくば荊州を失うところだった。伯仁（周顗の字）は赴任直後に賊に敗れてしまった。どうして刺史たりえようか？」と問うた。王貢は「荊州は難事が多く、陶龍驤（陶侃）でなくば治められません」と答えた。王敦は了承して、陶侃を使持節・寧遠將軍・南蛮校尉・荊州刺史に任じるよう上表、西陽・江夏・武昌の統治を任せ、沌口と後に沔口に鎮させた。
9月、王貢は王敦の元から還り、竟陵に至った。その頃、王沖が荊州刺史を自称して反乱を起こしていた。王貢は陶侃の命と偽り、杜曾を前鋒大都督に任じた。杜曾は進軍して王沖を討ち取り、兵らを悉く降伏させた。陶侃は杜曾に召集を命じたが、応じなかった。王貢は偽りの命が露見して、自身が罪に問われると恐れ、杜曾と共に陶侃に対して反乱を起こした。
10月、陶侃の督護鄭攀を沌陽で破り、明威将軍朱伺を沔口で破った。陶侃軍は大敗を喫し、陶侃自身も命からがら逃げのびた。陶侃は周訪らを率いて再戦、杜弢軍を破った。
建興2年（314年）3月、王貢は臨嶂にいる陶侃を襲撃、陶侃は灄中に逃れた。周訪が救援に向かい、敵軍を撃破して陶侃を救った。
建興3年（315年）2月、陶侃は杜弢討伐に向かった。杜弢は王貢に3千の兵で迎撃させた。王貢は武陵に出て五渓蛮を誘い、水軍の経路を経って武昌に向かった。陶侃は鄭攀と伏波将軍陶延を夜間に巴陵へ向かわせ、密かに王貢軍の不備をついて襲撃した。斬首1千余、1万戸余が降伏した。王貢は湘城に逃れた。
8月、陶侃は諸軍を進軍させて杜弢の元に迫った。王貢は陶侃に再戦した。王貢の姿を見た陶侃は、説得を試みた。当初、王貢は馬上で脚を横にかけて聞いていた。しかし、陶侃の説得を聞き、脚を下ろして聞き入った。王貢の心が揺らいだとみた陶侃は、再び説得を行い、髪を切って誓いの証とした。これを受けた王貢は陶侃に降伏した。
これ以後、王貢の事跡は史書に記されていない。